# Posthuis Theater
Het Posthuis Theater is een theater gevestigd in Heerenveen. Het theater geeft niet alleen voorstellingen op het podium, maar organiseert ook mening evenement in en rondom Heerenveen. Daarnaast is het Posthuis een officiële trouwlocatie binnen de gemeente Heerenveen.

## Geschiedenis
De naam Posthuis is ontstaan doordat het gebouw lang geleden functioneerde als herberg met een rustplaats voor de postkoets. Wellicht werd de herberg "Het Posthuys" al gebouwd bij het ontstaan van Heerenveen in 1551. In een publicatie uit 1754 wordt op de “herberg het Posthuys” een bod gedaan van “3300 Goudguldens en 15 stuivers”. Vanaf 1810 staat de herberg al bekend als het “Oude Posthuis”.
Het “nieuwe Posthuis” zoals we dat nu kennen, stamt uit 1885. In de jaren voor 1885 heeft men het over het “Oude Posthuis”. Het oude Posthuis was al “uitmuntend ingericht met een ruime Gelagkamer, grote en kleine Zaal, Toneel met Zit- en Kleedkamers, Woonkamer en Keuken, grote Sociëteit- en Biljartzaal, Stalling en Bergplaatsen”. In de jaren twintig en dertig van de twintigste eeuw werden in Het Posthuis niet alleen toneelvoorstellingen vertoond, het gebouw werd ook gebruikt voor heftige en welbezochte bijeenkomsten, zoals de vergaderingen van de drie gemeenten Aengwirden, Schoterland en Haskerland, om te komen tot de nieuwe gemeente Heerenveen.
In 1966 is het Posthuis aangekocht door de gemeente Heerenveen en werd het een ‘gemeenschapshuis". Het Posthuis Theater werd heropend op 1 oktober 1983 door Hans Wiegel, Commissaris der Koningin van Friesland. Er was toen een theaterzaal bijgebouwd. In totaal zijn er een kleine 400 zitplaatsen. Achteraan de buitenkant was er een metershoge toneeltoren verrezen.
In 2005 kwam er een belangrijke verbouwing en werd het naastgelegen pand (Achter de Kerk 2) aan het theater toegevoegd. Na de verbouwing had het Posthuis aanzienlijk meer ruimte ter beschikking en daarom zijn enkele onderdelen veranderd. In het nieuwe gedeelte van het Posthuis kwam de nieuwe ingang van het theater. Ook verhuisden de bar en garderobe mee naar het nieuwe gedeelte en dit leverde meer ruimte op in de hal en in de Jachtweide.

## Het theater
Het theater bestaat uit twee onderdelen: het oude pand dat er al sinds 1885 stond en het nieuwe onderdeel dat tijdens de verbouwing in 2005 is toegevoegd. In de nieuwe vleugel zitten tegenwoordig de hoofdingang, garderobe en bar.
Het oude onderdeel van het gebouw is voor de voorstellingen bedoeld en bestaat dan ook uit drie zalen. Elke zaal is voor een ander doel bestemd en daarom verschillen de capaciteiten, sfeer en mogelijkheden per zaal. In het Posthuis zijn de volgende zalen:
- De Theaterzaal
- De Jachtweide
- De Sociëteitszaal
- De Kwartetkamer
- De Zolderkamer
- De Logekamer

De Theaterzaal is de grootste van de drie met een capaciteit van 401 zitplaatsen. Van deze zitplaatsen zijn er 292 op de begane grond en 109 zitplaatsen op het grote balkon op de eerste etage. De Jachtweide, die zich aan de voorkant van het theater bevindt, is een zaal die meerdere toepassingen heeft. Zo kan het mogelijk gemaakt worden om er een podium op te bouwen en in deze zaal voorstellingen aan klein publiek te geven of kan in deze zaal een lunch of diner geserveerd worden. De Jachtweide heeft 90 zitplaatsen en 150 staanplaatsen te bieden. Ten slotte is er nog de Sociëteitszaal op de eerste verdieping. Deze laatste zaal biedt 80 zitplaatsen en 100 staanplaatsen voor publiek.
De Harmonie Leeuwarden ·
De Colle Kollum ·
De Koornbeurs Franeker ·
De Lawei Drachten ·
Marne Theater Bolsward ·
Posthuis Theater Heerenveen ·
Theater Romein (tot 2005) Leeuwarden ·
Theater Sneek Sneek